# 吉隆坡快捷通
吉隆坡快捷通（Rapid KL）是馬來西亞國家基建公司擁有的公共交通系統，由其子公司快捷通軌道和快捷通巴士營運。吉隆坡快捷通204.1公里的鐵路線和5.6公里的快捷巴士系統，是巴生谷綜合運輸系統的一部分，在巴生谷地區的吉隆坡和雪蘭莪的衛星城市營運。

## 外部連結
- 官方网站